# Tatjana Trieb
Tatjana Trieb (* 26. August 1985 in München) ist eine deutsche ehemalige Schauspielerin.

## Leben
Im Alter von sieben Jahren wirkte die Tochter eines Süditalieners und einer Deutschen in einem Musikvideo des damaligen Filmhochschülers Anno Saul mit dem Sänger Hubert Kah mit. Saul empfahl sie seiner Kollegin Caroline Link, die sie als Neunjährige bei einem Casting als Hauptfigur für ihr Kinodebüt Jenseits der Stille entdeckte. Hier verkörperte sie die achtjährige Klarinettistin Lara.
Nach dem Erfolg des Filmes wurde sie 1997 für den Young Artist Award in der Kategorie Best Performance in a Foreign Film nominiert. Weitere Angebote wurden von ihren Eltern abgelehnt, lediglich in Sauls Grüne Wüste stand sie noch einmal vor der Kamera. Dazu nahm sie vier Wochen Schauspielunterricht. An der Seite ihrer Filmmutter Martina Gedeck spielte sie einen verliebten Teenager, deren Freund, dargestellt von Robert Gwisdek, an Leukämie erkrankt.

## Filmografie
- 1996: Jenseits der Stille
- 1999: Grüne Wüste